# SEASON (織田哲郎のアルバム)
『SEASON』（シーズン）は、織田哲郎の6作目のオリジナル・アルバム。1988年5月21日にCBS/SONY RECORDSから発売された。
織田のビーイング復帰第1弾。

## 制作
『Ships』から9か月ぶり、ボーカリストの形に徹したアルバム。6曲目「マジョリカ」はInstrumentalであるため、ガットギターで演奏している。
8thシングルで表題曲「SEASON」が同日発売された。後に、田中美奈子がギターで参加した葉山たけしの編曲でカバーした。
7曲目「HOT NIGHT!」は、本作と同日発売のTUBEの7thオリジナル・アルバム『Beach Time』の4曲目収録の「Hot Night」のセルフカバー。前田亘輝がバックコーラスで参加している。

## 収録曲
作詞・作曲・編曲：織田哲郎／ストリングスアレンジ：大谷哲範（1,5,7）

### CD
1. SEASON
2. 夜の影
3. 夏のかけら -Always on my mind-
4. MESSAGE IN THE AIR[1]
5. 時の河辺
6. マジョリカ（Instrumental）
7. HOT NIGHT!
8. LITTLE BIT OF LOVE
9. 5月の風景
10. LOVERS
11. YOU ARE NOT ALONE[2]
12. SHELTER OF SOUL

### LPレコード、コンパクトカセット

#### SIDE A
1. SEASON
2. 夜の影
3. 夏のかけら -Always on my mind-
4. MESSAGE IN THE AIR
5. 時の河辺
6. マジョリカ（Instrumental）

#### SIDE B
1. HOT NIGHT!
2. LITTLE BIT OF LOVE
3. 5月の風景
4. LOVERS
5. YOU ARE NOT ALONE
6. SHELTER OF SOUL

## 参加ミュージシャン
- 織田哲郎 - ボーカル、ガットギター
  - 葉山たけし - ギター、ドラム、コーラス
  - 吉川忠英 - アコースティック・ギター
  - 大谷哲範 - ピアノ、シンセサイザー
  - 吉田隆一 - ベース
  - 山木秀夫 - ドラム
  - 前田亘輝（TUBE） - コーラス